# Galactori de Lescar
Galactori de Lescar (Lescar?, s. V - Mimizan, ca. 507) fou un dels primers bisbes de Lescar. És venerat com a sant per algunes confessions cristianes.

## Vida
Galactori va prendre part al concili d'Agde de 506, on consta com a "Galactorius, episcopus de Benarno"», amb Grat d'Oloron i Gracià de Dax. Només se'n sap que el seu govern va gaudir d'una bona administració.

### Llegenda
La llegenda, sense proves que permetin confirmar-la, es troba al breviari de Lescar publicat en 1541. Segons ella, Galactori hauria lluitat contra els visigots a Mimizan, al front d'un exèrcit per ajudar Clodoveu I. Fet presoner, va morir poc després del 506, màrtir per no voler abjurar de la fe catòlica.
És inversemblant, però, que Galactori prengués les armes per lluitar contra Alaric II, que tot i ésser arrià tolerava el culte catòlic i permetia els concilis. És més probable que Galactori es trobés a Mimizan per trobar-se amb el bisbe de Bordeus i que fos sorprès pels visigots que, derrotats pels francs a la batalla de Vouillé, fugien. Probablement, volent venjar-se'n, van matar el bisbe catòlic.

## Veneració
Cap al segle VI es va aixecar un edifici dedicat a la seva persona, sobre el qual es va edificar l'església de Santa Maria de Mimizan.
Les relíquies de Galactori eren a un reliquiari a l'altar major de la catedral de Lescar. A l'època de la Reforma protestant van ésser destruïdes o amagades i van desaparèixer.

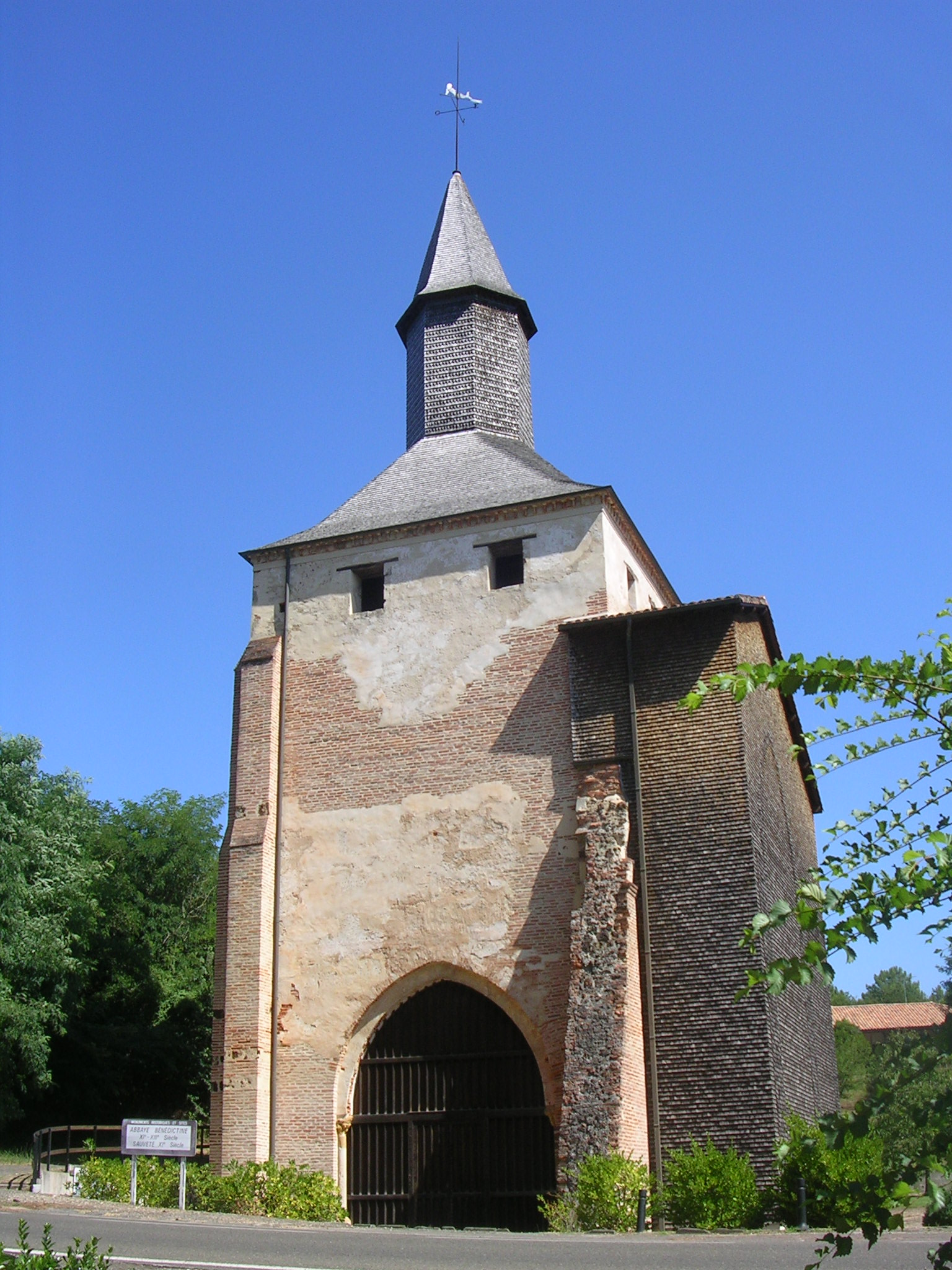
Església de Mimizan
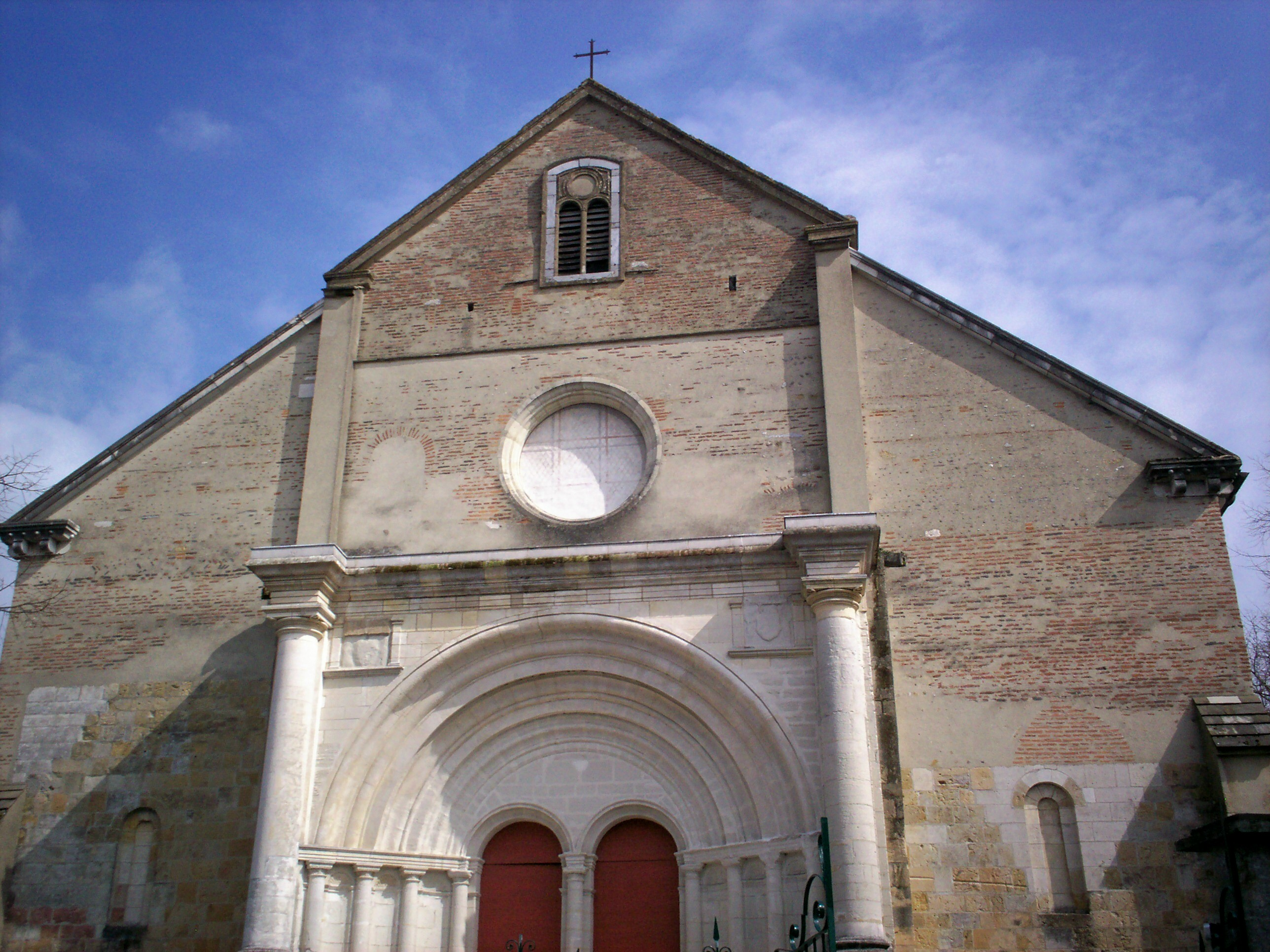
Catedral de Lescar
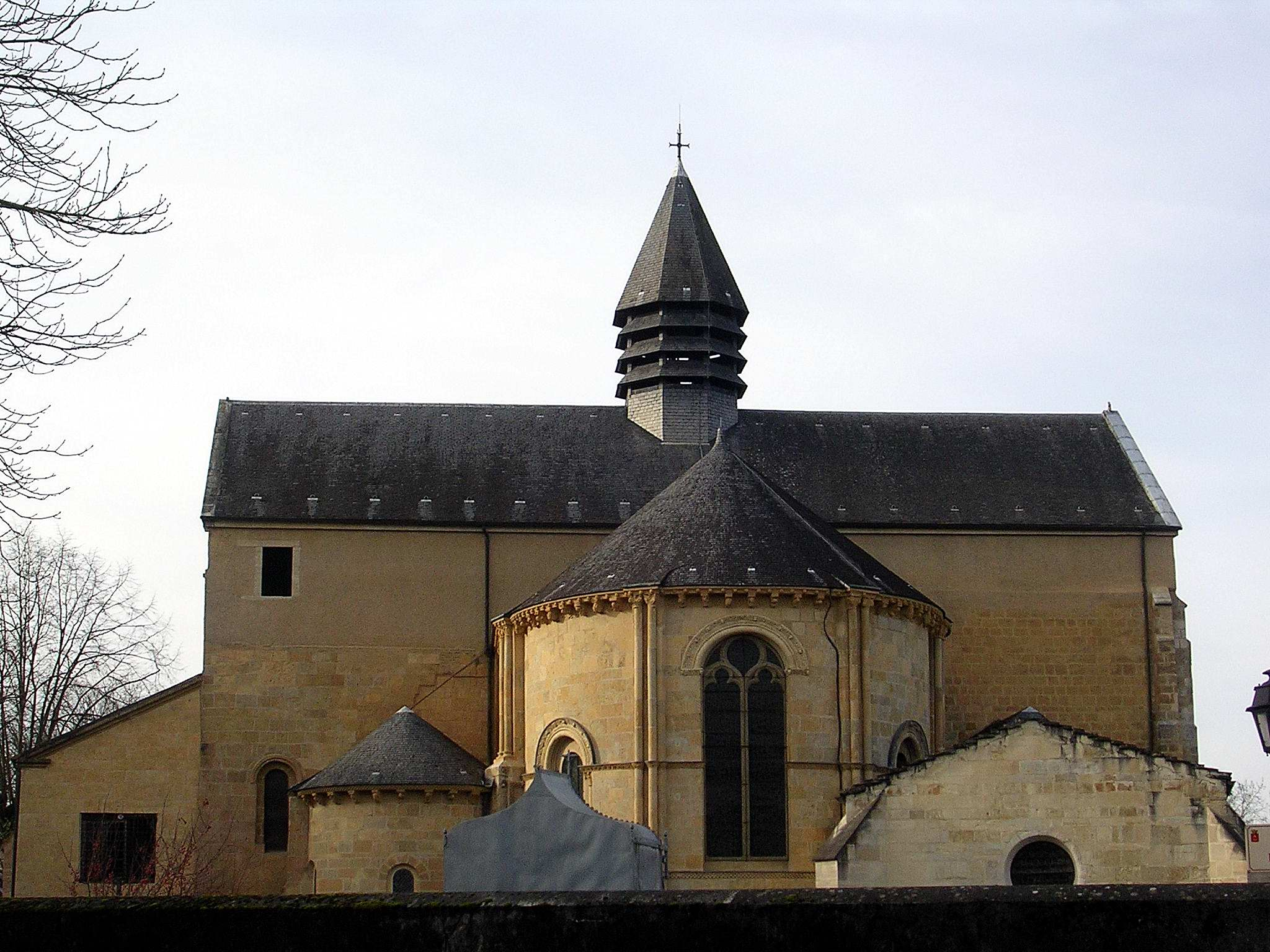
Absis de la Catedral de Lescar